# Irina Gordějevová
Irina Andrejevna Gordějevová (rusky Ирина Андреевна Гордеева; * 9. října 1986, Leningrad, Sovětský svaz) je ruská atletka, výškařka.

## Kariéra
V roce 2003 skončila na Mistrovství světa do 17 let v kanadském Sherbrooke sedmá (175 cm). O rok později se umístila na juniorském mistrovství světa v italském Grossetu na 9. místě (180 cm). Jen málo ji od stupně vítězů dělilo na ME juniorů v atletice 2005 v litevském Kaunasu, kde obsadila výkonem 182 cm 4. pozici.
28. ledna 2009 poprvé v kariéře překonala dvoumetrovou hranici a výkonem 201 cm vyhrála Skokanský mítink v Chotěbuzi. Na halovém ME v Turíně však skočila ve finále 192 cm a obsadila společně s Blankou Vlašičovou páté místo. V roce 2010 neprošla na halovém MS v katarském Dauhá a na ME v atletice v Barceloně sítem kvalifikace.
Těsně pod stupni vítězů, na 4. místě skončila na světové letní univerziádě v čínském Šen-čenu v roce 2011, kde překonala 186 cm. Bronzovou medaili vybojovala Anna Iljuštšenková z Estonska, která překonala napoprvé 194 cm.
Na halovém MS 2012 v tureckém Istanbulu nepřekonala v kvalifikaci 195 cm a obsadila dělené 9. místo se Švédkou Emmou Greenovou a Litevkou Airinė Palšytė. Na evropském šampionátu v Helsinkách dosáhla na svůj prozatím největší úspěch, když výkonem 192 cm vybojovala bronzovou medaili. O bronz se podělila společně se Švédkou Emmou Greenovou a Ukrajinkou Olenou Hološovou. Na Letních olympijských hrách 2012 v Londýně postoupila do dvanáctičlenného finále, kde obsadila 10. místo (193 cm). O několik dní později, 19. srpna 2012 vyhrála výkonem 204 cm na prestižním výškařském mítinku v německém Eberstadtu. Vítězkou se stala již v roce 2009, kdy zvítězila výkonem 202 cm.

### Osobní rekordy
Dvoumetrovou hranici a vyšší zdolala celkové třikrát.
- hala – 201 cm – 28. ledna 2009, Chotěbuz
- venku – 204 cm – 19. srpna 2012, Eberstadt